# جام باشگاه‌های کارائیب ۲۰۲۰
جام باشگاه‌های کارائیب ۲۰۲۰ بیست و دومین دوره جام باشگاه‌های کارائیب، رقابت‌های بین‌المللی سطح یک فوتبال باشگاهی سالانه در منطقه کارائیب بود که در بین باشگاه‌هایی که اتحادیه‌های فوتبال آن‌ها به اتحادیه فوتبال کارائیب (سی‌اف‌یو) وابسته هستند، برگزار می‌شود.
قهرمان مسابقات به لیگ قهرمانان کونکاکاف ۲۰۲۱ و تیم‌های دوم و سوم به لیگ کونکاکاف ۲۰۲۰ راه پیدا می‌کنند، در حالی که تیم چهارم با قهرمان مسابقات باشگاهی کارائیب به رقابت نهایی می‌پردازد. با این حال، از آنجایی که مرحله نهایی مسابقات به دلیل دنیاگیری کووید-۱۹ لغو شد، از نتایج مرحله گروهی برای تعیین تیم‌هایی که برای لیگ قهرمانان کونکاکاف ۲۰۲۱ و لیگ کونکاکاف ۲۰۲۰ واجد شرایط بودند، استفاده شد.

## تیم‌ها
در میان ۳۱ انجمن عضو سی‌اف‌یو، چهار مورد از آنها به عنوان لیگ‌های حرفه‌ای طبقه بندی شدند و هر کدام ممکن است دو تیم در جام باشگاه‌های کارائیب شرکت کنند. با این حال، یک انجمن (ترینیداد و توباگو) اجازه ورود به این فصل را نداشت و در نتیجه، تنها شش تیم از سه انجمن وارد جام باشگاه‌های کارائیب ۲۰۲۰ شدند.
| انجمن           | تیم             |
| --------------- | --------------- |
| جمهوری دومینیکن | اتلتیکو پانتوجا |
| جمهوری دومینیکن | سیبائو          |
| هائیتی          | دون بوسکو       |
| هائیتی          | آرکاهای         |
| جامائیکا        | پورتمور یونایتد |
| جامائیکا        | واترهاوس        |

## مرحله گروهی

### گروه A
| رتبه | تیم          | بازی | برد | مساوی | باخت | گل زده | گل خورده | گل تفاضل | امتیاز | صلاحیت      |
| ---- | ------------ | ---- | --- | ----- | ---- | ------ | -------- | -------- | ------ | ----------- |
| ۱    | واترهاوس (H) | ۲    | ۱   | ۱     | ۰    | ۳      | ۰        | ۳+       | ۴      | مرحله نهایی |
| ۲    | سیبائو       | ۲    | ۰   | ۲     | ۰    | ۱      | ۱        | ۰        | ۲      | مرحله نهایی |
| ۳    | دون بوسکو    | ۲    | ۰   | ۱     | ۱    | ۱      | ۴        | ۳−       | ۱      |             |

| واترهاوس | ۰–۰   | سیبائو |
| -------- | ----- | ------ |
|          | گزارش |        |

| سیبائو      | ۱–۱   | دون بوسکو              |
| ----------- | ----- | ---------------------- |
| - Marisi ۷' | گزارش | - Aciar ۶۲' (گل‌به‌خودی) |

| واترهاوس                         | ۳–۰   | دون بوسکو |
| -------------------------------- | ----- | --------- |
| - Thomas ۱۷'، ۶۶' - Williams ۳۷' | گزارش |           |

### گروه B
| رتبه | تیم                 | بازی | برد | مساوی | باخت | گل زده | گل خورده | گل تفاضل | امتیاز | صلاحیت      |
| ---- | ------------------- | ---- | --- | ----- | ---- | ------ | -------- | -------- | ------ | ----------- |
| ۱    | اتلتیکو پانتوجا     | ۲    | ۲   | ۰     | ۰    | ۶      | ۰        | ۶+       | ۶      | مرحله نهایی |
| ۲    | آرکاهای             | ۲    | ۱   | ۰     | ۱    | ۱      | ۲        | ۱−       | ۳      | مرحله نهایی |
| ۳    | پورتمور یونایتد (H) | ۲    | ۰   | ۰     | ۲    | ۰      | ۵        | ۵−       | ۰      |             |

| پورتمور یونایتد | ۰–۴   | اتلتیکو پانتوجا                               |
| --------------- | ----- | --------------------------------------------- |
|                 | گزارش | - Saint-Vil ۴'، ۸۲' - Ozuna ۳۷' - Espinal ۹۰' |

| اتلتیکو پانتوجا                       | ۲–۰   | آرکاهای |
| ------------------------------------- | ----- | ------- |
| - Saint-Vil ۸۰' (پنالتی) - Ossa ۹۰+۴' | گزارش |         |

| پورتمور یونایتد | ۰–۱   | آرکاهای      |
| --------------- | ----- | ------------ |
|                 | گزارش | - Beldor ۸۵' |

## مرحله نهایی

### نمودار
|  | نیمه نهایی          | نیمه نهایی         |                    |   | فینال | فینال |
|  |                     |                    |                    |   |       |       |
|  | ۸ مه                |                    |                    |   |       |       |
|  |                     |                    |                    |   |       |       |
|  | واترهاوس            | C                  |                    |   |       |       |
|  | واترهاوس            | C                  | 10 May             |   |       |       |
|  | آرکاهای             | C                  |                    |   |       |       |
|  | آرکاهای             | C                  | برنده نیمه نهایی ۱ | C |       |       |
|  | 8 May               |                    | برنده نیمه نهایی ۱ | C |       |       |
|  |                     | برنده نیمه نهایی ۲ | C                  |   |       |       |
|  | اتلتیکو پانتوجا     | برنده نیمه نهایی ۲ | C                  | C |       |       |
|  | اتلتیکو پانتوجا     |                    |                    | C |       |       |
|  | سیبائو              | C                  |                    |   |       |       |
|  | سیبائو              | C                  | رده بندی           |   |       |       |
|  |                     |                    |                    |   |       |       |
|  | 10 May              |                    |                    |   |       |       |
|  |                     |                    |                    |   |       |       |
|  | بازنده نیمه نهایی ۱ | C                  |                    |   |       |       |
|  | بازنده نیمه نهایی ۱ | C                  |                    |   |       |       |
|  | بازنده نیمه نهایی ۲ | C                  |                    |   |       |       |

|  | پلی آف لیگ کونکاکاف     |   |
|  |                         |   |
|  | ۱۳ مه                   |   |
|  |                         |   |
|  | مقام چهارم جام باشگاه‌ها | C |
|  | مقام چهارم جام باشگاه‌ها | C |
|  | قهرمان مسابقات باشگاهی  | C |
|  | قهرمان مسابقات باشگاهی  | C |

### نیمه نهایی
| واترهاوس | لغو شد | آرکاهای |
| -------- | ------ | ------- |
|          | گزارش  |         |

| اتلتیکو پانتوجا | لغو شد | سیبائو |
| --------------- | ------ | ------ |
|                 | گزارش  |        |

### رده بندی
| بازنده نیمه نهایی ۱ | لغو شد | بازنده نیمه نهایی ۲ |
| ------------------- | ------ | ------------------- |
|                     | گزارش  |                     |

### فینال
| برنده نیمه نهایی ۱ | لغو شد | برنده نیمه نهایی ۲ |
| ------------------ | ------ | ------------------ |
|                    | گزارش  |                    |

### پلی آف لیگ کونکاکاف
| مقام چهارم جام باشگاه‌ها | لغو شد | قهرمان مسابقات باشگاهی |
| ----------------------- | ------ | ---------------------- |
|                         | گزارش  |                        |

## صلاحیت برای لیگ قهرمانان کونکاکاف و لیگ کونکاکاف
| رتبه | گروه | تیم             | بازی | برد | مساوی | باخت | گل زده | گل خورده | گل تفاضل | امتیاز | صلاحیت                          |
| ---- | ---- | --------------- | ---- | --- | ----- | ---- | ------ | -------- | -------- | ------ | ------------------------------- |
| ۱    | B    | اتلتیکو پانتوجا | ۲    | ۲   | ۰     | ۰    | ۶      | ۰        | ۶+       | ۶      | لیگ قهرمانان کونکاکاف ۲۰۲۱      |
| ۲    | A    | واترهاوس        | ۲    | ۱   | ۱     | ۰    | ۳      | ۰        | ۳+       | ۴      | یک‌هشتم نهایی لیگ کونکاکاف       |
| ۳    | B    | آرکاهای         | ۲    | ۱   | ۰     | ۱    | ۱      | ۲        | ۱−       | ۳      | مرحله مقدماتی لیگ کونکاکاف ۲۰۲۰ |
| ۴    | A    | سیبائو          | ۲    | ۰   | ۲     | ۰    | ۱      | ۱        | ۰        | ۲      | مرحله مقدماتی لیگ کونکاکاف ۲۰۲۰ |
|      |      |                 |      |     |       |      |        |          |          |        |                                 |
| ۵    | A    | دون بوسکو       | ۲    | ۰   | ۱     | ۱    | ۱      | ۴        | ۳−       | ۱      |                                 |
| ۶    | B    | پورتمور یونایتد | ۲    | ۰   | ۰     | ۲    | ۰      | ۵        | ۵−       | ۰      |                                 |